# General Electric CF34
General Electric CF34 dvogredni visokoobtočni turboventilatorski reaktivni motor ameriškega proizvajalca GE Aircraft Engines. Razvit je bil na podlagi TF34 (od jurišnika A-10 Thunderbolt II). CF34 se uporablja za pogon regionalnih potniških letal CRJ, ERJ, E-Jet in ARJ21Zgrajeno je bilo več kot 5600 motorjev.

## Specifikacije
|                          | CF34-1 | CF34-3                                       | CF34-8                                       | CF34-10                                                      |
| ------------------------ | ------ | -------------------------------------------- | -------------------------------------------- | ------------------------------------------------------------ |
| Dolžina                  |        | 103 in (2,6 m)                               | 121,2 in (3,08 m) - 128 in (3,3 m)           | 90 in (2,3 m) - 145,5 in (3,70 m)                            |
| Premer                   |        | 49 in (1,2 m)                                | 52 in (1,3 m) - 53,4 in (1,36 m)             | 57 in (1,4 m)                                                |
| Teža                     |        | 1.625 lb (737 kg) - 1.670 lb (760 kg)        | 2.408 lb (1.092 kg) - 2.600 lb (1.200 kg)    | 3.700 lb (1.700 kg)                                          |
| Kompresor                |        | 1 ventilator 14 visokotlačne stopnje         | 1 ventilator 10 visokotlačne stopnje         | 1 ventilator + 3 nizkotlačne stopnje 9 visokotlačnih stopenj |
| Turbina                  |        | 4 nizkotlačne stopnje 2 visokotlačni stopnji | 4 nizkotlačne stopnje 2 visokotlačni stopnji | 4 nizkotlačne stopnje 1 visokotlačna stopnja                 |
| Potisk (na nivoju morja) |        | 9.220 lbf (41,0 kN)                          | 13.790 lbf (61,3 kN) - 14.510 lbf (64,5 kN)  | 18.285 lbf (81,34 kN) - 20.000 lbf (89 kN)                   |
| Razmerje potisk/teža     |        | 5,6:1                                        | 5,3:1                                        | 5,2:1                                                        |
| Celotno tlačno razmerje  |        | 21:1                                         | 28:1 - 28.5:1                                | 29:1                                                         |
| Obtočno razmerje         |        | 6,2:1                                        | 5:1                                          | 5:1                                                          |